# 6 uur van Mexico 2017
De 6 uur van Mexico 2017 was de vijfde race van het FIA World Endurance Championship-seizoen 2017. De race werd verreden op 3 september 2017 op het Autódromo Hermanos Rodríguez nabij Mexico-Stad, Mexico.
De race werd gewonnen door de Porsche LMP Team #2 van Earl Bamber, Timo Bernhard en Brendon Hartley. De LMP2-klasse werd gewonnen door de Vaillante Rebellion #31 van Julien Canal, Nicolas Prost en Bruno Senna. De LMGTE Pro-klasse werd gewonnen door de Aston Martin Racing #95 van Marco Sørensen en Nicki Thiim. De LMGTE Am-klasse werd gewonnen door de Dempsey-Proton Racing #77 van Matteo Cairoli, Marvin Dienst en Christian Ried.

## Kwalificatie
Tijden vetgedrukt betekent de snelste tijd in die klasse.
| Pos. | Klasse    | No. | Team                      | Tijd      | Grid |
| ---- | --------- | --- | ------------------------- | --------- | ---- |
| 1    | LMP1      | 2   | Porsche LMP Team          | 1:24.562  | 1    |
| 2    | LMP1      | 1   | Porsche LMP Team          | 1:24.710  | 2    |
| 3    | LMP1      | 7   | Toyota Gazoo Racing       | 1:24.802  | 3    |
| 4    | LMP1      | 8   | Toyota Gazoo Racing       | 1:25.378  | 4    |
| 5    | LMP2      | 36  | Signatech Alpine Matmut   | 1:32.809  | 5    |
| 6    | LMP2      | 38  | Jackie Chan DC Racing     | 1:33.105  | 6    |
| 7    | LMP2      | 31  | Vaillante Rebellion       | 1:33.605  | 7    |
| 8    | LMP2      | 26  | G-Drive Racing            | 1:34.002  | 8    |
| 9    | LMP2      | 25  | CEFC Manor TRS Racing     | 1:34.051  | 9    |
| 10   | LMP2      | 37  | Jackie Chan DC Racing     | 1:34.272  | 10   |
| 11   | LMP2      | 24  | CEFC Manor TRS Racing     | 1:34.483  | 11   |
| 12   | LMP2      | 28  | TDS Racing                | 1:35.365  | 12   |
| 13   | LMGTE Pro | 71  | AF Corse                  | 1:39.425  | 13   |
| 14   | LMGTE Pro | 95  | Aston Martin Racing       | 1:39.534  | 14   |
| 15   | LMGTE Pro | 67  | Ford Chip Ganassi Team UK | 1:39.640  | 15   |
| 16   | LMGTE Pro | 66  | Ford Chip Ganassi Team UK | 1:39.728  | 16   |
| 17   | LMGTE Pro | 97  | Aston Martin Racing       | 1:39.851  | 17   |
| 18   | LMGTE Pro | 92  | Porsche GT Team           | 1:39.870  | 18   |
| 19   | LMGTE Pro | 51  | AF Corse                  | 1:40.059  | 19   |
| 20   | LMGTE Pro | 91  | Porsche GT Team           | 1:40.252  | 20   |
| 21   | LMGTE Am  | 77  | Dempsey-Proton Racing     | 1:42.056  | 21   |
| 22   | LMGTE Am  | 98  | Aston Martin Racing       | 1:42.158  | 22   |
| 23   | LMGTE Am  | 86  | Gulf Racing UK            | 1:42.965  | 23   |
| 24   | LMGTE Am  | 61  | Clearwater Racing         | 1:43.296  | 24   |
| 25   | LMGTE Am  | 54  | Spirit of Race            | 1:44.648  | 25   |
| 26   | LMP2      | 13  | Vaillante Rebellion       | Geen tijd | 26   |

## Uitslag
Winnaars in hun klasse zijn vetgedrukt; LMP1 is rood, LMP2 is blauw, LMGTE Pro is groen en LMGTE Am is oranje.
| Pos. | Klasse    | No. | Team                      | Coureurs                                                 | Chassis                       | Banden | Ronden | Tijd/Reden  |
| Pos. | Klasse    | No. | Team                      | Coureurs                                                 | Motor                         | Banden | Ronden | Tijd/Reden  |
| ---- | --------- | --- | ------------------------- | -------------------------------------------------------- | ----------------------------- | ------ | ------ | ----------- |
| 1    | LMP1      | 2   | Porsche LMP Team          | Earl Bamber Timo Bernhard Brendon Hartley                | Porsche 919 Hybrid            | M      | 240    | 6:00:05.757 |
| 1    | LMP1      | 2   | Porsche LMP Team          | Earl Bamber Timo Bernhard Brendon Hartley                | Porsche 2.0 L Turbo V4        | M      | 240    | 6:00:05.757 |
| 2    | LMP1      | 1   | Porsche LMP Team          | Neel Jani André Lotterer Nick Tandy                      | Porsche 919 Hybrid            | M      | 240    | +7.141      |
| 2    | LMP1      | 1   | Porsche LMP Team          | Neel Jani André Lotterer Nick Tandy                      | Porsche 2.0 L Turbo V4        | M      | 240    | +7.141      |
| 3    | LMP1      | 8   | Toyota Gazoo Racing       | Sébastien Buemi Anthony Davidson Kazuki Nakajima         | Toyota TS050 Hybrid           | M      | 239    | +1 ronde    |
| 3    | LMP1      | 8   | Toyota Gazoo Racing       | Sébastien Buemi Anthony Davidson Kazuki Nakajima         | Toyota 2.4 L Turbo V6         | M      | 239    | +1 ronde    |
| 4    | LMP1      | 7   | Toyota Gazoo Racing       | Mike Conway Kamui Kobayashi José María López             | Toyota TS050 Hybrid           | M      | 239    | +1 ronde    |
| 4    | LMP1      | 7   | Toyota Gazoo Racing       | Mike Conway Kamui Kobayashi José María López             | Toyota 2.4 L Turbo V6         | M      | 239    | +1 ronde    |
| 5    | LMP2      | 31  | Vaillante Rebellion       | Julien Canal Nicolas Prost Bruno Senna                   | Oreca 07                      | D      | 219    | +21 ronden  |
| 5    | LMP2      | 31  | Vaillante Rebellion       | Julien Canal Nicolas Prost Bruno Senna                   | Gibson GK428 4.2 L V8         | D      | 219    | +21 ronden  |
| 6    | LMP2      | 36  | Signatech Alpine Matmut   | Nicolas Lapierre Gustavo Menezes André Negrão            | Alpine A470                   | D      | 219    | +21 ronden  |
| 6    | LMP2      | 36  | Signatech Alpine Matmut   | Nicolas Lapierre Gustavo Menezes André Negrão            | Gibson GK428 4.2 L V8         | D      | 219    | +21 ronden  |
| 7    | LMP2      | 24  | CEFC Manor TRS Racing     | Ben Hanley Matt Rao Jean-Éric Vergne                     | Oreca 07                      | D      | 219    | +21 ronden  |
| 7    | LMP2      | 24  | CEFC Manor TRS Racing     | Ben Hanley Matt Rao Jean-Éric Vergne                     | Gibson GK428 4.2 L V8         | D      | 219    | +21 ronden  |
| 8    | LMP2      | 26  | G-Drive Racing            | Alex Lynn Roman Roesinov Pierre Thiriet                  | Oreca 07                      | D      | 219    | +21 ronden  |
| 8    | LMP2      | 26  | G-Drive Racing            | Alex Lynn Roman Roesinov Pierre Thiriet                  | Gibson GK428 4.2 L V8         | D      | 219    | +21 ronden  |
| 9    | LMP2      | 13  | Vaillante Rebellion       | Mathias Beche David Heinemeier Hansson Nelson Piquet jr. | Oreca 07                      | D      | 218    | +22 ronden  |
| 9    | LMP2      | 13  | Vaillante Rebellion       | Mathias Beche David Heinemeier Hansson Nelson Piquet jr. | Gibson GK428 4.2 L V8         | D      | 218    | +22 ronden  |
| 10   | LMP2      | 37  | Jackie Chan DC Racing     | Alex Brundle David Cheng Tristan Gommendy                | Oreca 07                      | D      | 218    | +22 ronden  |
| 10   | LMP2      | 37  | Jackie Chan DC Racing     | Alex Brundle David Cheng Tristan Gommendy                | Gibson GK428 4.2 L V8         | D      | 218    | +22 ronden  |
| 11   | LMP2      | 28  | TDS Racing                | Emmanuel Collard François Perrodo Matthieu Vaxivière     | Oreca 07                      | D      | 218    | +22 ronden  |
| 11   | LMP2      | 28  | TDS Racing                | Emmanuel Collard François Perrodo Matthieu Vaxivière     | Gibson GK428 4.2 L V8         | D      | 218    | +22 ronden  |
| 12   | LMP2      | 25  | CEFC Manor TRS Racing     | Roberto González Vitali Petrov Simon Trummer             | Oreca 07                      | D      | 217    | +23 ronden  |
| 12   | LMP2      | 25  | CEFC Manor TRS Racing     | Roberto González Vitali Petrov Simon Trummer             | Gibson GK428 4.2 L V8         | D      | 217    | +23 ronden  |
| 13   | LMP2      | 38  | Jackie Chan DC Racing     | Oliver Jarvis Thomas Laurent Ho-Pin Tung                 | Oreca 07                      | D      | 211    | +29 ronden  |
| 13   | LMP2      | 38  | Jackie Chan DC Racing     | Oliver Jarvis Thomas Laurent Ho-Pin Tung                 | Gibson GK428 4.2 L V8         | D      | 211    | +29 ronden  |
| 14   | LMGTE Pro | 95  | Aston Martin Racing       | Marco Sørensen Nicki Thiim                               | Aston Martin Vantage GTE      | D      | 209    | +31 ronden  |
| 14   | LMGTE Pro | 95  | Aston Martin Racing       | Marco Sørensen Nicki Thiim                               | Aston Martin 4.5 L Turbo V8   | D      | 209    | +31 ronden  |
| 15   | LMGTE Pro | 71  | AF Corse                  | Sam Bird Davide Rigon                                    | Ferrari 488 GTE               | M      | 209    | +31 ronden  |
| 15   | LMGTE Pro | 71  | AF Corse                  | Sam Bird Davide Rigon                                    | Ferrari F154CB 3.9 L Turbo V8 | M      | 209    | +31 ronden  |
| 16   | LMGTE Pro | 91  | Porsche GT Team           | Richard Lietz Frédéric Makowiecki                        | Porsche 911 RSR               | M      | 208    | +32 ronden  |
| 16   | LMGTE Pro | 91  | Porsche GT Team           | Richard Lietz Frédéric Makowiecki                        | Porsche 4.0 L Flat-6          | M      | 208    | +32 ronden  |
| 17   | LMGTE Pro | 67  | Ford Chip Ganassi Team UK | Andy Priaulx Harry Tincknell                             | Ford GT                       | M      | 207    | +33 ronden  |
| 17   | LMGTE Pro | 67  | Ford Chip Ganassi Team UK | Andy Priaulx Harry Tincknell                             | Ford EcoBoost 3.5 L Turbo V6  | M      | 207    | +33 ronden  |
| 18   | LMGTE Pro | 92  | Porsche GT Team           | Michael Christensen Kévin Estre                          | Porsche 911 RSR               | M      | 207    | +33 ronden  |
| 18   | LMGTE Pro | 92  | Porsche GT Team           | Michael Christensen Kévin Estre                          | Porsche 4.0 L Flat-6          | M      | 207    | +33 ronden  |
| 19   | LMGTE Pro | 51  | AF Corse                  | James Calado Alessandro Pier Guidi                       | Ferrari 488 GTE               | M      | 206    | +34 ronden  |
| 19   | LMGTE Pro | 51  | AF Corse                  | James Calado Alessandro Pier Guidi                       | Ferrari F154CB 4.0 L Turbo V8 | M      | 206    | +34 ronden  |
| 20   | LMGTE Pro | 66  | Ford Chip Ganassi Team UK | Stefan Mücke Olivier Pla                                 | Ford GT                       | M      | 205    | +35 ronden  |
| 20   | LMGTE Pro | 66  | Ford Chip Ganassi Team UK | Stefan Mücke Olivier Pla                                 | Ford EcoBoost 3.5 L Turbo V6  | M      | 205    | +35 ronden  |
| 21   | LMGTE Am  | 77  | Dempsey-Proton Racing     | Matteo Cairoli Marvin Dienst Christian Ried              | Porsche 911 RSR               | D      | 204    | +36 ronden  |
| 21   | LMGTE Am  | 77  | Dempsey-Proton Racing     | Matteo Cairoli Marvin Dienst Christian Ried              | Porsche 4.0 L Flat-6          | D      | 204    | +36 ronden  |
| 22   | LMGTE Am  | 98  | Aston Martin Racing       | Paul Dalla Lana Pedro Lamy Mathias Lauda                 | Aston Martin Vantage GTE      | D      | 203    | +37 ronden  |
| 22   | LMGTE Am  | 98  | Aston Martin Racing       | Paul Dalla Lana Pedro Lamy Mathias Lauda                 | Aston Martin 4.5 L V8         | D      | 203    | +37 ronden  |
| 23   | LMGTE Am  | 86  | Gulf Racing               | Ben Barker Nick Foster Michael Wainwright                | Porsche 911 RSR               | D      | 203    | +37 ronden  |
| 23   | LMGTE Am  | 86  | Gulf Racing               | Ben Barker Nick Foster Michael Wainwright                | Porsche 4.0 L Flat-6          | D      | 203    | +37 ronden  |
| 24   | LMGTE Am  | 54  | Spirit of Race            | Francesco Castellacci Thomas Flohr Miguel Molina         | Ferrari 488 GTE               | M      | 201    | +39 ronden  |
| 24   | LMGTE Am  | 54  | Spirit of Race            | Francesco Castellacci Thomas Flohr Miguel Molina         | Ferrari F154CB 3.9 L Turbo V8 | M      | 201    | +39 ronden  |
| 25   | LMGTE Am  | 61  | Clearwater Racing         | Matt Griffin Weng Sun Mok Keita Sawa                     | Ferrari 488 GTE               | M      | 199    | +41 ronden  |
| 25   | LMGTE Am  | 61  | Clearwater Racing         | Matt Griffin Weng Sun Mok Keita Sawa                     | Ferrari F154CB 3.9 L Turbo V8 | M      | 199    | +41 ronden  |
| DNF  | LMGTE Pro | 97  | Aston Martin Racing       | Jonathan Adam Daniel Serra Darren Turner                 | Aston Martin Vantage GTE      | D      | 83     | Uitgevallen |
| DNF  | LMGTE Pro | 97  | Aston Martin Racing       | Jonathan Adam Daniel Serra Darren Turner                 | Aston Martin 4.5 L Turbo V8   | D      | 83     | Uitgevallen |

## Tussenstanden na wedstrijd
LMP (coureurs)
| Pos | Coureur                                          | Punten |
| --- | ------------------------------------------------ | ------ |
| 1   | Earl Bamber Timo Bernhard Brendon Hartley        | 134    |
| 2   | Sébastien Buemi Anthony Davidson Kazuki Nakajima | 93     |
| 3   | Neel Jani André Lotterer Nick Tandy              | 64     |
| 4   | Oliver Jarvis Thomas Laurent Ho-Pin Tung         | 60,5   |
| 5   | Mike Conway Kamui Kobayashi                      | 48,5   |

LMP1 (constructeurs)
| Pos | Team    | Punten |
| --- | ------- | ------ |
| 1   | Porsche | 198    |
| 2   | Toyota  | 141,5  |

GTE (coureurs)
| Pos | Coureur                           | Punten |
| --- | --------------------------------- | ------ |
| 1   | Andy Priaulx Harry Tincknell      | 96     |
| 2   | Richard Lietz Frédéric Makowiecki | 88     |
| 3   | Davide Rigon                      | 79,5   |
| 4   | Sam Bird                          | 79     |
| 5   | Pipo Derani                       | 74     |

GTE (constructeurs)
| Pos | Constructeur | Punten |
| --- | ------------ | ------ |
| 1   | Ferrari      | 162    |
| 2   | Ford         | 153    |
| 3   | Aston Martin | 140    |
| 4   | Porsche      | 131    |

GT Pro (teams)
| Pos | Nr | Team                      | Punten |
| --- | -- | ------------------------- | ------ |
| 1   | 67 | Ford Chip Ganassi Team UK | 96     |
| 2   | 91 | Porsche GT Team           | 88     |
| 3   | 71 | AF Corse                  | 83     |
| 4   | 51 | AF Corse                  | 81     |
| 5   | 95 | Aston Martin Racing       | 69     |

LMP2 (coureurs)
| Pos | Coureur                                  | Punten |
| --- | ---------------------------------------- | ------ |
| 1   | Oliver Jarvis Thomas Laurent Ho-Pin Tung | 118    |
| 2   | Julien Canal Bruno Senna                 | 95     |
| 3   | Nicolas Prost                            | 77     |
| 4   | Gustavo Menezes                          | 76     |
| 5   | Matt Rao                                 | 72     |

LMP2 (teams)
| Pos | Nr | Team                    | Punten |
| --- | -- | ----------------------- | ------ |
| 1   | 38 | Jackie Chan DC Racing   | 118    |
| 2   | 31 | Vaillante Rebellion     | 95     |
| 3   | 36 | Signatech Alpine Matmut | 76     |
| 4   | 37 | Jackie Chan DC Racing   | 59     |
| 5   | 26 | G-Drive Racing          | 58     |

GTE Am (coureurs)
| Pos | Coureur                                     | Punten |
| --- | ------------------------------------------- | ------ |
| 1   | Matteo Cairoli Marvin Dienst Christian Ried | 114    |
| 2   | Paul Dalla Lana Pedro Lamy Mathias Lauda    | 104    |
| 3   | Matt Griffin Weng Sun Mok Keita Sawa        | 98     |
| 4   | Ben Barker Nick Foster Michael Wainwright   | 57     |
| 5   | Francesco Castellacci Thomas Flohr          | 54     |

GTE Am (teams)
| Pos | Nr | Team                  | Punten |
| --- | -- | --------------------- | ------ |
| 1   | 77 | Dempsey-Proton Racing | 120    |
| 2   | 61 | Clearwater Racing     | 112    |
| 3   | 98 | Aston Martin Racing   | 110    |
| 4   | 54 | Spirit of Race        | 62     |
| 5   | 86 | Gulf Racing           | 61     |